# São Paio de Gramaços
São Paio de Gramaços ist eine Ortschaft und ehemalige Gemeinde (Freguesia) im portugiesischen Kreis (Concelho) von Oliveira do Hospital. Am 30. Juni 2011 hatte die Gemeinde 991 Einwohner auf einer Fläche von 4,4 km².
Im Zuge der kommunalen Neuordnung Portugals am 29. September 2013 wurde die Gemeinde São Paio de Gramaços mit Oliveira do Hospital zur neuen Gemeinde União das Freguesias de Oliveira do Hospital e São Paio de Gramaços zusammengeschlossen. Sitz der neuen Gemeinde wurde die Kreisstadt Oliveira do Hospital.